# Soul Flower (Miss Mondayの曲)
「Soul Flower」（ソウル・フラワー）はMiss Mondayのシングル。2002年7月24日発売。2ndアルバム「NATURAL」収録。

## 概要
「デビュー前に生まれてはじめて書いた曲」という本曲「Soul Flower」。この曲をオーディションで披露し、デビューが決定した。

## 収録曲
1. Soul Flower
2. Guide for lady MC
3. Soul Flower Soopasta remix

## 収録アルバム
- オリジナル『NATURAL』（2003年4月23日）